# Memoriał Gieorgija Agzamowa
Memoriał Gieorgija Agzamowa – rozgrywany od 2007 r. w Taszkencie międzynarodowy turniej szachowy poświęcony pamięci pierwszego uzbeckiego arcymistrza Gieorgija Agzamowa, który zginął śmiercią tragiczną w 1986 roku.

## Lista zwycięzców
| Lp. | Rok  | Zwycięzcy                                                      |
| --- | ---- | -------------------------------------------------------------- |
| 1   | 2007 | Leonid Jurtajew, Marat Dżumajew, Siergiej Kajumow              |
| 2   | 2008 | Farruch Amonatow, Anton Filippow, Witalij Cieszkowski          |
| 3   | 2009 | Witalij Cieszkowski                                            |
| 4   | 2010 | Maksim Turow, Siarhiej Żyhałka, Witalij Hołod, Rinat Żumabajew |
| 5   | 2011 | Tigran L. Petrosjan, Anton Filippow, Marat Dżumajew            |
| 6   | 2012 | Maksim Turow, Micheil Mczedliszwili, Anton Filippow            |
| 7   | 2013 | Paweł Maletin                                                  |
| 8   | 2014 | Abhijeet Gupta                                                 |
| 9   | 2015 | Władisław Artiemjew, Władysław Tkaczew                         |